# Wozownia w Kolnicy
Wozownia w Kolnicy – zabytkowy budynek dawnej wozowni z 1912 roku, w Kolnicy w powiecie tureckim.

## Historia
Budynek został wybudowany w 1912 roku.  W latach 1917–1939 właścicielami majątku byli Witold Kępiński i jego żona, Eleonora z Kurnatowskich. Gdy w 1918 roku spłonął drewniany dwór w Kolnicy, Kępińscy zamieszkali w zaadaptowanej do celów mieszkalnych wozowni.
Po 1945 roku budynek przeszedł na własność Skarbu Państwa. W 2010 roku budynek wyremontowano, od tego czasu jest siedzibą Gminnego Ośrodka Kultury „Wozownia”. W budynku działa także kawiarnia.
W 2008 roku budynek został wpisany do rejestru zabytków województwa wielkopolskiego.